# Ausiàs March
Ausiàs March (ur. 1397 w Gandii, zm. 3 marca 1459 w Walencji) – walencki poeta i średniowieczny rycerz. Był jednym z najsłynniejszych twórców tzw. Złotego Wieku walencyjskiego (zwanego również Złotym Wiekiem literatury walenckiej), przypadającego na XV wiek.

## Życiorys
Syn katalońskiego poety i rycerza Pere March, urodził się około 1397 roku w Gandii (według niektórych źródeł – w Beniarjó, miasteczku niedaleko Gandii). Jako młodzieniec brał udział w wyprawach króla Alfonsa V Aragońskiego w rejonie Morza Śródziemnego.
Był właścicielem miejscowości Beniarjó, Pardines i Vernissa, oraz opiekunem sokołów do polowania króla Alfonsa V. Został pasowany na rycerza w 1419. Wziął udział w wyprawie króla na Córcega i Cerdeña, oraz innych wyprawach przeciw śródziemnomorskim piratom. W 1425 wrócił do swoich posiadłości walencyjskich i osiadł w Gandii w 1428. W tym czasie zaprzyjaźnił się i współpracował literacko z księciem Carlosem z Viany, następcą tronu królestwa Navarry.
Po skończeniu 27 lat, nie opuszczał już swojego regionu. Najpierw mieszkał w Gandii, zarządzając swoimi terenami, a potem w Walencji. Rozpoczął pisanie w 1430 roku.
W roku 1437, w wieku 40 lat, ożenił się z Isabelą Martorell, siostrą Joanot Martorell, która zmarła 2 lata później. Ożenił się ponownie z Joaną Escorna, która zmarła w 1443. Zostawił po sobie 5 nieślubnych dzieci. Pochowany w katedrze w Walencji.

## Twórczość
Jego twórczość składa się z 93 pieśni miłosnych (Cants d'amor), 8 elegii (Cants de mort) oraz pieśni o Bogu (Cant espiritual). Tan ostatni został tłumaczony na język polski przez Barbarę Łuczak w naukowym czasopiśmie Studia Iberystyczne 6 (2007).

## Znaczenie dzisiaj
Ausiàs March jest uważany za czołowego twórcę w języku walencyjskim (będący dialektem języka katalońskiego, ale w regionie Walencji traktowany często jak osobny język). Ulice nazwane jego imieniem znajdują się praktycznie w każdym mieście prowincji Walencja, oraz wielu miastach prowincji Alicante i Castellón, a także w Katalonii, między innymi w:
- Ulica (Carrer d'Ausiàs March): Benetússer, Xeresa, Alcoy, Catarroja, Palmera, L'Olleria, Alfafar, Benisanó, Benirredrá, Gandia, Almoines, Rafelcofer, Palma de Gandía, Oliva, Piles, Ador, Burriana, Gavà, Foios, Barcelona (pisane jako Ausiàs Marc), Villarreal, Betxí, Massanassa, Alfara del Patriarca, Moncada, Mutxamel, Gavarda, Llíria, Alcàntera de Xúquer, Alberic, Ibi, Oliva
- Ulica (Calle de Ausiàs March, głównie prowincja Alicante): Alicante, Sumacárcer, Guardamar del Segura, Muro de Alcoy, Pego, Mutxamel, Onil
- Aleja (Avinguda d'Ausiàs March): Alboraya, Burjassot, Játiva